# Aaron Nesmith
Aaron Joshua Nesmith (ur. 16 października 1999 w Charleston) – amerykański koszykarz, występujący na pozycji niskiego skrzydłowego, obecnie zawodnik Indiana Pacers.
W 2018 został wybrany najlepszym zawodnikiem szkół średnich stanu Karolina Południowa (South Carolina Gatorade Player of the Year).
9 lipca 2022 został wytransferowany do klubu Indiana Pacers za Malcolma Brogdona.

## Osiągnięcia
Stan na 3 lutego 2023, na podstawie, o ile nie zaznaczono inaczej.
NCAA
- Zaliczony do składu:
  - SEC Academic Honor Roll (2020)
  - SEC First-Year Academic Honor Roll (2019)
- Najlepszy pierwszoroczny zawodnik kolejki konferencji Southeastern (SEC – 18.02.2019)